# سر و ته یه کرباس
سر و ته یک کرباس شرح حالی از محمدعلی جمال‌زاده (۱۳۷۶–۱۲۷۰)، نویسندهٔ ایرانی است. این کتاب سرنوشت نویسنده را بیان می‌کند و در دو قسمت نقل می‌شود. ابتدا جمالزاده از کودکی‌اش در زادگاهش اصفهان و خاطراتی که از این شهر دارد می‌گوید. قسمت دوم هم به دیدن یکی از دوستان قدیمی‌اش می‌رود و آن دوست قدیمی سرگذشت آشنایی‌اش با یک شیخ را تعریف می‌کند که اکثریت کتاب را همین ماجرا تشکیل می‌دهد.